# Mont-Saint-Éloi
Mont-Saint-Éloi – miejscowość i gmina we Francji, w regionie Hauts-de-France, w departamencie Pas-de-Calais.
Według danych na rok 1990 gminę zamieszkiwały 982 osoby, a gęstość zaludnienia wynosiła 62 osób/km² (wśród 1549 gmin regionu Nord-Pas-de-Calais Mont-Saint-Éloi plasuje się na 566. miejscu pod względem liczby ludności, natomiast pod względem powierzchni na miejscu 114.).

## Współpraca
Miejscowość partnerska:
- Arendonk, Belgia